# La Maestranza
La Maestranza är en ort i Mexiko.   Den ligger i kommunen Juárez och delstaten Nuevo León, i den centrala delen av landet, 700 km norr om huvudstaden Mexico City. La Maestranza ligger 499 meter över havet och antalet invånare är 133.
Terrängen runt La Maestranza är varierad. Runt La Maestranza är det tätbefolkat, med 343 invånare per kvadratkilometer. Närmaste större samhälle är Monterrey, 16,7 km väster om La Maestranza. I omgivningarna runt La Maestranza växer i huvudsak blandskog.